# Championnats de France de patinage artistique 1959
Navigation
Championnats de France 1958 Championnats de France 1960
Les championnats de France de patinage artistique 1959 ont eu lieu à la patinoire olympique de Boulogne-Billancourt pour 4 épreuves : simple messieurs, simple dames, couple artistique et danse sur glace.

## Podiums
| Épreuves                            | Or                                 | Argent                                 | Bronze                       |
| Messieurs résultats détaillés       | Alain Giletti                      | Alain Calmat                           | -                            |
| Dames résultats détaillés           | Dany Rigoulot                      | Nicole Hassler                         | Corinne Altmann              |
| Couples résultats détaillés         | Anny Hirsch / Jean Vivès           | -                                      | -                            |
| Danse sur glace résultats détaillés | Christiane Elien / Jean-Paul Guhel | Annick de Trentinian / Philippe Aumond | Armelle Flichy / Pierre Brun |

## Détails des compétitions
(Détails des compétitions encore à compléter)

### Messieurs
| Rang | Nom           |
| ---- | ------------- |
| 1    | Alain Giletti |
| 2    | Alain Calmat  |

### Dames
| Rang | Nom             |
| ---- | --------------- |
| 1    | Dany Rigoulot   |
| 2    | Nicole Hassler  |
| 3    | Corinne Altmann |
| ...  |                 |

### Couples
| Rang | Nom                      |
| ---- | ------------------------ |
| 1    | Anny Hirsch / Jean Vivès |

### Danse sur glace
| Rang | Nom                                    |
| ---- | -------------------------------------- |
| 1    | Christiane Elien / Jean-Paul Guhel     |
| 2    | Annick de Trentinian / Philippe Aumond |
| 3    | Armelle Flichy / Pierre Brun           |
| ...  |                                        |

## Sources
- Le livre d'or du patinage d'Alain Billouin, édition Solar, 1999